# Marcel Junca
Marcel Junca, o François-Marcel Junca (Baiona, Pirineus Atlàntics, 1818 - Lormes, Nièvre, 4 d'octubre de 1878), fou un baix i pintor francès.
Va estudiar a Toló i a París. Va debutar el 1839 a Metz. Va cantar au Grand Theatre de Lió de 1840 a 1841, i al Grand Theatre de Marsella. Del 1847 al 1855 va ser molt actiu a París, i el 1852 va participar en l'estrena de Si j'étais roi d'Adolphe Adam. El 1859 va debutar a Nova York com a Procida a l'estrena local de I vespri siciliani sota la direcció d'Emanuele Muzio. A la scala de Milà va cantar a l'estrena de Mefistofele d'Arrigo Boito, i va ser el Padre Guardino a l'estrena de la segona versió de La forza del destino el 1869.
La seva veu, d'una excepcional sonoritat i potència, la seva desimboltura escènica i la perfecte pronunciació, eren les principals qualitats del que es considerà un dels millors baixos dels anys 60 i 70. Es va retirar el 1877.
Va cantar al Gran Teatre del Liceu de Barcelona.